# لورا لويس
لورا لويس (بالبرتغالية: Laura Luís‏) هي لاعبة كرة قدم برتغالية، ولدت في 15 أغسطس 1992 في فونشال في البرتغال. شاركت مع منتخب البرتغال لكرة القدم للسيدات. أما مع النوادي، فقد لعبت مع نادي ماريتيمو.

## وصلات خارجية
- لورا لويس على موقع الاتحاد الأوربي (الإنجليزية)
- لورا لويس على موقع قاعدة بيانات كرة القدم.إي يو (الإنجليزية)
- لورا لويس على موقع Soccerway.com (الإنجليزية)
- لورا لويس على موقع عالم كرة القدم.نت (الإنجليزية)